# Tariq Owens
Tariq Amir Owens (Utica, 30 giugno 1995) è un cestista statunitense.

## Carriera
Nell'estate 2022 la Pallacanestro Varese comunica di aver messo sotto contratto il giocatore per la stagione sportiva 2022/2023, che approda così in Europa.
Il Basket Napoli nell'agosto 2023 annuncia di aver siglato un accordo annuale con il giocatore newyorkese, reduce dalla NBA summer league, dopo l'ottimo girone di ritorno con la Pallacanestro Varese degli immarcabili nella stagione 2022/2023.

## Statistiche

### College
| Anno      | Squadra             | PG  | PT | MP   | TC%  | 3P%  | TL%  | RP  | AP  | PRP | SP  | PP  |
| --------- | ------------------- | --- | -- | ---- | ---- | ---- | ---- | --- | --- | --- | --- | --- |
| 2014-2015 | Tenn. Volunteers    | 28  | 5  | 7,6  | 35,3 | -    | 52,6 | 1,1 | 0,1 | 0,2 | 0,5 | 1,2 |
| 2016-2017 | St. John's R. Storm | 32  | 8  | 18,8 | 50,4 | 0,0  | 75,0 | 5,2 | 0,5 | 0,6 | 2,2 | 5,2 |
| 2017-2018 | St. John's R. Storm | 33  | 26 | 30,3 | 50,4 | 32,4 | 69,0 | 5,9 | 0,5 | 0,6 | 2,8 | 8,4 |
| 2018-2019 | TTU Red Raiders     | 38  | 37 | 25,4 | 61,1 | 25,0 | 78,0 | 5,8 | 0,7 | 0,5 | 2,4 | 8,7 |
| Carriera  | Carriera            | 131 | 76 | 21,2 | 53,3 | 28,2 | 72,5 | 4,7 | 0,5 | 0,5 | 2,0 | 6,2 |

## Palmarès
- Coppa Italia: 1

Napoli Basket: 2024